# Ditta
Ditta es un género perteneciente a la familia de las euforbiáceas con dos especies de plantas nativas del sur de África hasta Malaui.

## Taxonomía
El género fue descrito por August Heinrich Rudolf Grisebach y publicado en Memoirs of the American Academy of Arts and Science, new series ser. 2. 8: 160. 1861 La especie tipo es: Ditta myricoides Griseb.

## Especies aceptadas
A continuación se brinda un listado de las especies del género Ditta aceptadas hasta octubre de 2012, ordenadas alfabéticamente. Para cada una se indica el nombre binomial seguido del autor, abreviado según las convenciones y usos.
- Ditta maestrensis Borhidi
- Ditta myricoides Griseb.